# کلی کریچکا
کلی کریچکا (انگلیسی: Kelly Kryczka؛ زادهٔ ۸ ژوئیهٔ ۱۹۶۱) ورزشکار شنای موزون اهل کانادا است.
وی در مسابقات کشوری و بین‌المللی در مجموع برندهٔ ۳ مدال طلا، ۲ مدال نقره شده‌است.